# Nestório Timoniano

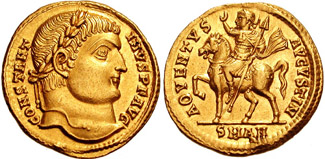
Soldo de Constantino r.

Nestório Timoniano (em latim: Nestorius Timonianus) foi um oficial romano do século IV. Era um homem claríssimo e um dos quatro indivíduos nomeados como prefeitos pretorianos no fim do reinado do imperador Constantino (r. 306–337). A inscrição que menciona-o no ofício foi provavelmente erigida no final do verão de 337 e todos os quatro citados provavelmente ainda estavam em ofício quando os césares proclamaram-se augustos em 9 de setembro. Nestório talvez era o prefeito pretoriano do césar Dalmácio (r. 335–337) em sucessão de Valério Máximo.